# Haloklina
Haloklina, (někdy nazýván efek branické vody) je název pro pouhým okem neviditelný přechod mezi dvěma vrstvami vody s rozdílnou salinitou. Slovo je odvozeno od minerálu Halit - soli kamenné. Voda s vyšší salinitou (slanější voda) se drží díky vyšší hustotě dole a nad ní "plave" vrstva méně slané vody. Rozhraní je špatně viditelné, ale přítomnost halokliny se dá rozpoznat při jejím rozvíření, kdy se mísí dva roztoky o různém indexu lomu a vzniká efekt podobný rozpouštění šťávy (cukerného koncentrátu) ve vodě.

## Výskyt
S haloklinou se lze setkat například v Jaderském moři pod pohořím Velebit, kde se do moře dostává sladká krasová voda z podmořských vývěrů, tzv. vruljí. Přestože má při vývěru teplotu 7 až 10 °C, dostává se díky vysoké salinitě a tím pádem i hustotě jadranské mořské vody nahoru nad ní, ke hladině, kde se postupně ohřívá a mísí se s ní. Nastává situace, kdy je haloklina totožná s termoklinou. Podobná situace je například i u chorvatského města Omiš, kde se o množství sladké vody stará řeka Cetina vlévající se do Jaderského moře. Toto je samozřejmě obecný jev platný u ústí každé řeky vlévající se do moře za předpokladu, že má moře dostatečnou salinitu pro vznik zvrstvení vodních mas. Jeskyní potápěči se s jevem haloklina setkávají často a musí být na tuto situaci připraveni. Při proplouvání v této vrstvě vody, dochází k špatné viditelnosti a vše je rozmazané.